# Carpinus cordata
Carpinus cordata — вид квіткових рослин, дерево з родини березових. Поширення: Південно-західне Примор'я, Китай, Корея, Японія. Росте на висотах від 0 до 2500 метрів.

## Середовище
Населяє ліси на вологих гірських схилах.

## Біоморфологічна характеристика

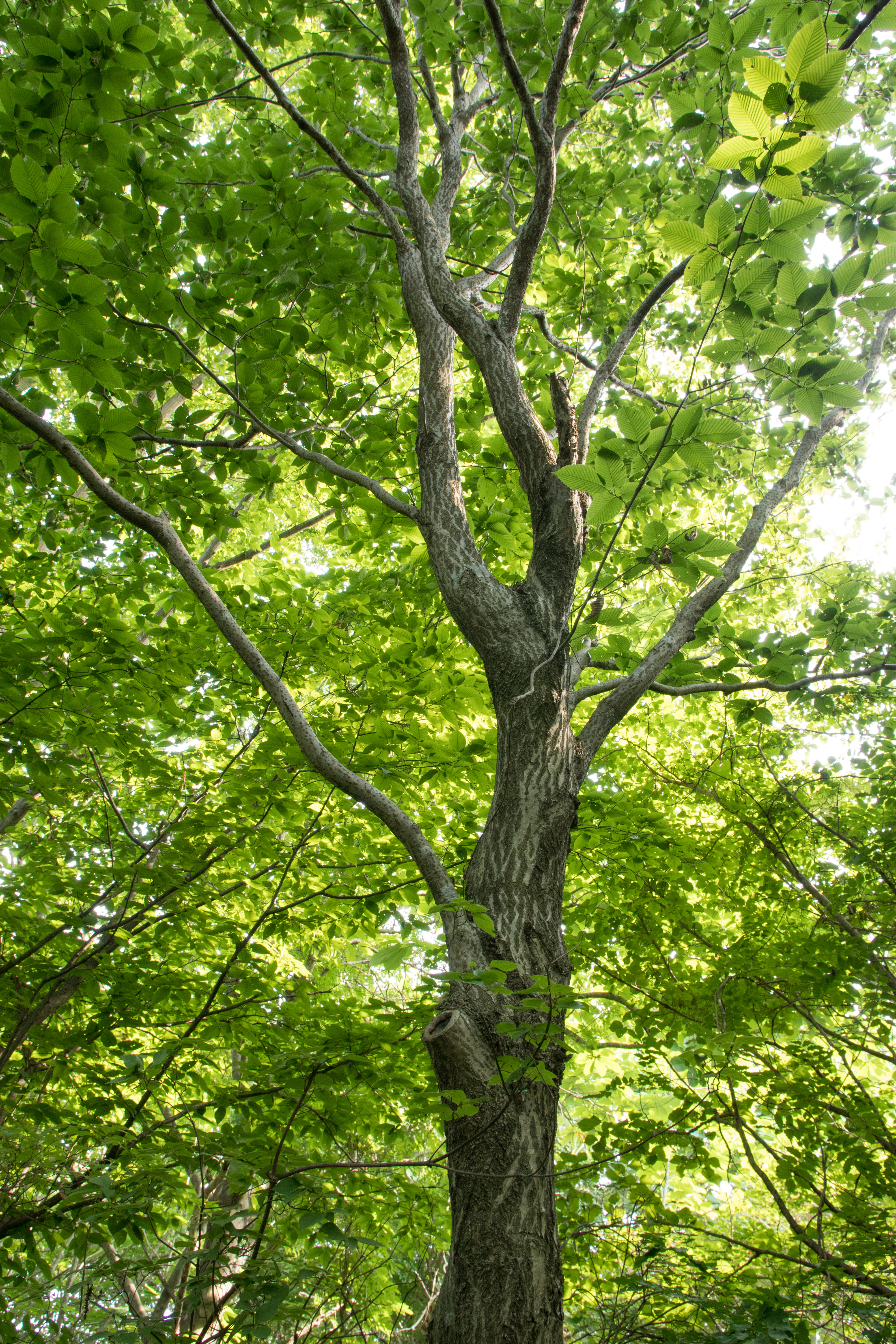

Дерево до 18 м заввишки; кора сіра або чорно-сіра, лускато-тріщинувата. Гілочки коричневі або жовто-коричневі, голі або рідковорсисті в молодості. Черешок 1.5–2 см, голий або рідковорсистий до густо запушеного або повстяного. Листкова пластинка яйцеподібна, яйцеподібно-довгаста або оберненояйцеподібно-довгаста, 8–15 × 4–5 см, знизу рідко або густо ворсинчаста вздовж середньої жилки та бічних жилок або густо запушена та повстяна, основа нерівномірно серцеподібна, край нерівномірно та подвійно щетинкоподібно-пилчастий, верхівка загострена або хвостато-загострена; бічні жилки 15–20 з кожного боку середньої жилки. Жіноче суцвіття 5–12 × 4–4.5 см. Горішок довгастий, 4–6 × ≈ 2 мм, голий, слаборебристий. Цвітіння: травень і червень, плодіння: липень і серпень. 2n = 16.

## Використання
Деревина використовується для виготовлення сільськогосподарських знарядь праці та меблів. Насіння іноді пресують для отримання їстівної олії. Екстракт листя використовується як інгредієнт у комерційних косметичних препаратах як кондиціонер для шкіри.